# Farolete de Pitimbu
O Farolete de Pitimbu é um farol brasileiro que se localiza no município homônimo, no estado brasileiro da Paraíba. Tal farolete consiste de um tubo de ferro de cor branca com 5 metros de altura.